# Patrycja Wyciszkiewicz
Patrycja Wyciszkiewicz (Śrem, 8 gennaio 1994) è una velocista polacca.

## Palmarès
| Anno | Manifestazione    | Sede           | Evento        | Risultato  | Prestazione | Note                                     |
| ---- | ----------------- | -------------- | ------------- | ---------- | ----------- | ---------------------------------------- |
| 2011 | Mondiali allievi  | Lilla          | 400 m piani   | Semifinale | 53"97       |                                          |
| 2011 | Mondiali allievi  | Lilla          | Svedese       | 7ª         | 2'10"35     |                                          |
| 2011 | Europei juniores  | Tallinn        | 4×400 m       | Argento    | 3'35"35     |                                          |
| 2012 | Mondiali juniores | Barcellona     | 400 m piani   | Semifinale | 53"04       |                                          |
| 2012 | Mondiali juniores | Barcellona     | 4×400 m       | 7ª         | 3'37"90     |                                          |
| 2012 | Giochi olimpici   | Londra         | 4×400 m       | Batteria   | 3'30"15     |                                          |
| 2013 | Europei juniores  | Rieti          | 400 m piani   | Oro        | 51"56       |                                          |
| 2013 | Europei juniores  | Rieti          | 4×400 m       | Oro        | 3'32"63     |                                          |
| 2013 | Mondiali          | Mosca          | 4×400 m       | Batteria   | 3'29"75     |                                          |
| 2014 | Mondiali indoor   | Sopot          | 4×400 m       | 4ª         | 3'29"89     |                                          |
| 2014 | World Relays      | Nassau         | 4×400 m       | 5ª         | 3'27"37     |                                          |
| 2014 | Europei           | Zurigo         | 400 m piani   | Batteria   | 52"73       |                                          |
| 2014 | Europei           | Zurigo         | 4×400 m       | 5ª         | 3'25"73     |                                          |
| 2015 | Europei under 23  | Tallinn        | 400 m piani   | Bronzo     | 51"63       |                                          |
| 2015 | Europei under 23  | Tallinn        | 4×400 m       | Argento    | 3'30"24     |                                          |
| 2015 | Mondiali          | Pechino        | 400 m piani   | Batteria   | 51"94       |                                          |
| 2015 | Mondiali          | Pechino        | 4×400 m       | Batteria   | 3'32"83     |                                          |
| 2016 | Europei           | Amsterdam      | 400 m piani   | Semifinale | 52"92       |                                          |
| 2016 | Europei           | Amsterdam      | 4×400 m       | 4ª         | 3'27"60     |                                          |
| 2016 | Giochi olimpici   | Rio de Janeiro | 400 m piani   | Semifinale | 52"51       |                                          |
| 2016 | Giochi olimpici   | Rio de Janeiro | 4×400 m       | 7ª         | 3'27"28     |                                          |
| 2017 | Europei indoor    | Belgrado       | 4×400 m       | Oro        | 3'29"94     |                                          |
| 2017 | Mondiali          | Londra         | 4×400 m       | Bronzo     | 3'25"41     |                                          |
| 2017 | Universiadi       | Taipei         | 4×400 m       | Oro        | 3'26"75     |                                          |
| 2018 | Mondiali indoor   | Birmingham     | 400 m piani   | Batteria   | 53"22       |                                          |
| 2018 | Mondiali indoor   | Birmingham     | 4×400 m       | Argento    | 3'26"09     | Record nazionale                         |
| 2018 | Europei           | Berlino        | 4×400 m       | Oro        | 3'27"60     |                                          |
| 2019 | World Relays      | Yokohama       | 4×400 m       | Oro        | 3'27"49     | Miglior prestazione personale stagionale |
| 2019 | World Relays      | Yokohama       | 4×400 m mista | 5ª         | 3'20"65     |                                          |
| 2019 | Mondiali          | Doha           | 4×400 m       | Argento    | 3'21"89     | Record nazionale                         |